# Poradní stanovisko k vyhlášení nezávislosti Kosova
Soulad s mezinárodním právem Jednostranného vyhlášení nezávislosti ve vztahu ke Kosovu bylo žádostí o poradní stanovisko postoupené Mezinárodnímu soudnímu dvoru Valným shromážděním Organizace spojených národů k vyhlášení nezávislosti Kosova z roku 2008, která byla podána v roce 2008. Mezinárodní soudní dvůr byl požádán srbským ministrem zahraničí o stanovisko k vyhlášení nezávislosti Kosova na Srbsku, které Srbsko neuznává. Jednalo se o první případ týkající se jednostranného vyhlášení nezávislosti, který byl předložen tomuto soudu.
Soud vydal své poradní stanovisko 22. července 2010. Poměrem hlasů 10 ku 4 prohlásil, že „přijetím vyhlášení nezávislosti ze dne 17. února 2008 nebylo porušeno obecné mezinárodní právo, protože mezinárodní právo neobsahuje žádný „zákaz vyhlášení nezávislosti“ a přijetí vyhlášení nezávislosti neporušuje Rezoluci Rady bezpečnosti OSN 1244, protože nepopisuje konečný status Kosova a Rada bezpečnosti si ani nevyhradila rozhodnutí o konečném statusu. Reakce na rozhodnutí byly smíšené, přičemž většina zemí, které již Kosovo uznaly, rozhodnutí vítala a říkala, že je „jedinečné“ a nepředstavuje precedens; zatímco mnoho zemí, které Kosovo neuznávají, uvedlo, že tak neučiní, protože takové uznání by mohlo na jiných místech vytvořit precedens pro podporu odtržení.

## Pozadí
Vyhlášení nezávislosti Kosova bylo přijato na schůzi kosovského parlamentu. Bylo to druhé vyhlášení nezávislosti Kosova politickými institucemi kosovských Albánců, poprvé byla vyhlášena 7. září 1990.
Srbsko se rozhodlo požádat mezinárodní potvrzení a podporu svého postoje, že vyhlášení nezávislosti Kosova bylo nelegální, u Mezinárodního soudního dvora.
Zda bylo prohlášení skutečně oficiálním aktem prozatímních orgánů samosprávy, nebylo jasné; nakonec soud rozhodl, že byla vydána „zástupci lidu Kosova“, kteří jednali mimo běžné prozatímní instituce samosprávy. To bylo podstatné, protože srbským argumentem bylo, že kosovské prozatímní samosprávné instituce překročily pravomoci, které jim dává ústavní rámec (vyhlášený misí OSN v Kosovu). V září 2012 skončil mezinárodní dohled  a Kosovo se stalo odpovědným za vlastní správu věcí veřejných.

## Žádost Organizaci spojených národů
26. března 2008 oznámila srbská vláda svůj záměr vyzvat Mezinárodní soudní dvůr, aby rozhodl o vyhlášení odtržení Kosova. Srbsko usilovalo o to, aby se soud vyjádřil k tomu, zda je prohlášení v rozporu s mezinárodním právem. Také na Valném shromáždění OSN, které se v září 2008 opět sešlo v New Yorku, vznikla iniciativa usilující o mezinárodní podporu.
15. srpna 2008 srbský ministr zahraničí Vuk Jeremić oficiálně podal žádost OSN o stanovisko Mezinárodního soudního dvora.
30. září 2008 ve zkušebním hlasování podpořilo srbskou iniciativu 120 členských států. Ve skutečném hlasování přijalo Valné shromáždění Organizace spojených národů tento návrh jako rezoluci 63/3 dne 8 October 2008 77 hlasy pro, 6 hlasy proti a 74 členů se zdrželo hlasování.

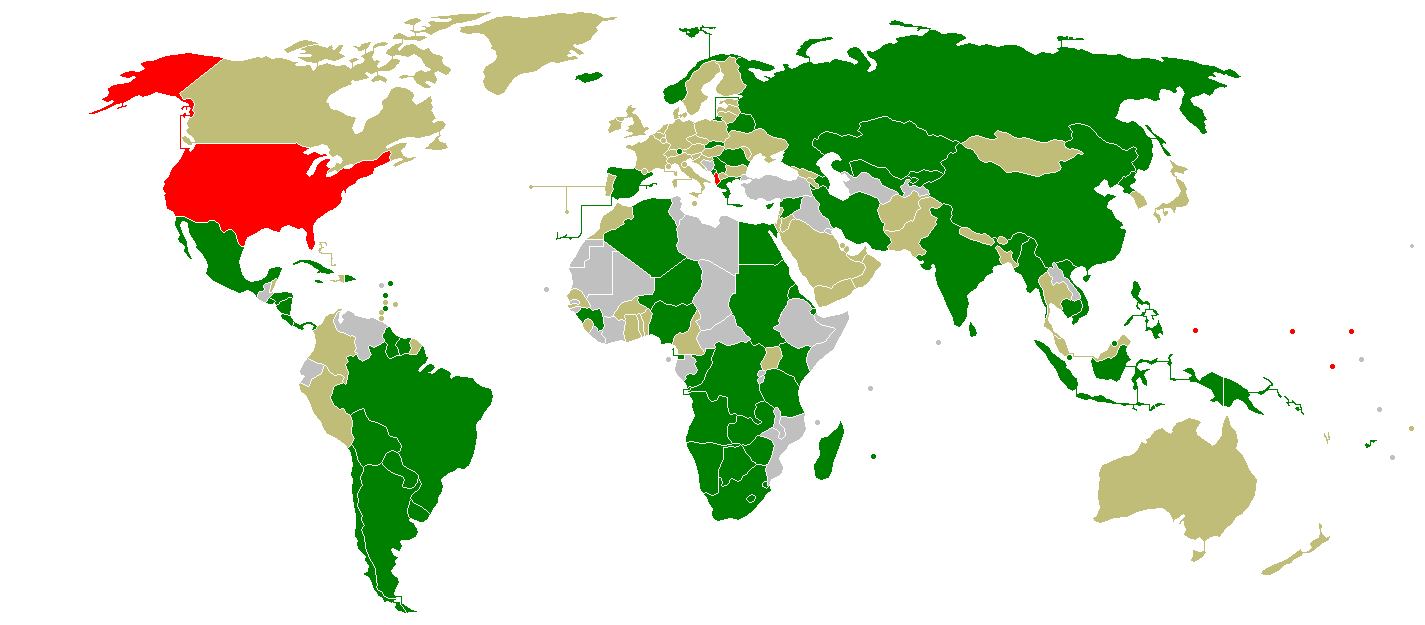
Mapa hlasování o rezoluci A/63/L.2 na Valném shromáždění Organizace spojených národů v říjnu 2008

### Poskytování dokumentů Organizací spojených národů
Dne 9. října 2008 sekretariát OSN informoval Mezinárodní soudní dvůr, že zahájil přípravu spisu obsahujícího všechny dokumenty relevantní pro právní otázku projednávanou Soudem, které představují soubor mezinárodního práva k této otázce.
Kromě úvodních poznámek obsahoval spis kopii rezoluce Rady bezpečnosti OSN č. 1244 (1999), jednání Rady bezpečnosti, oficiální zprávy o činnosti UNMIK, zprávy o bezpečnostních silách KFOR pod vedením NATO, předpisy a mezinárodní dohody uzavřené UNMIK, zprávy o činnosti prozatímních orgánů samosprávy a o procesu získání statusu Kosova. Zahrnuty byly také „obecné nástroje mezinárodního práva - univerzální a regionální“, jako jsou kopie Charty OSN, Helsinského závěrečného aktu a různých dohod o občanských a lidských právech, jakož i další právní dokumenty z širšího Balkánu (např. rozhodnutí Badinterovy komise).

## Soudní řízení

### Písemná prohlášení

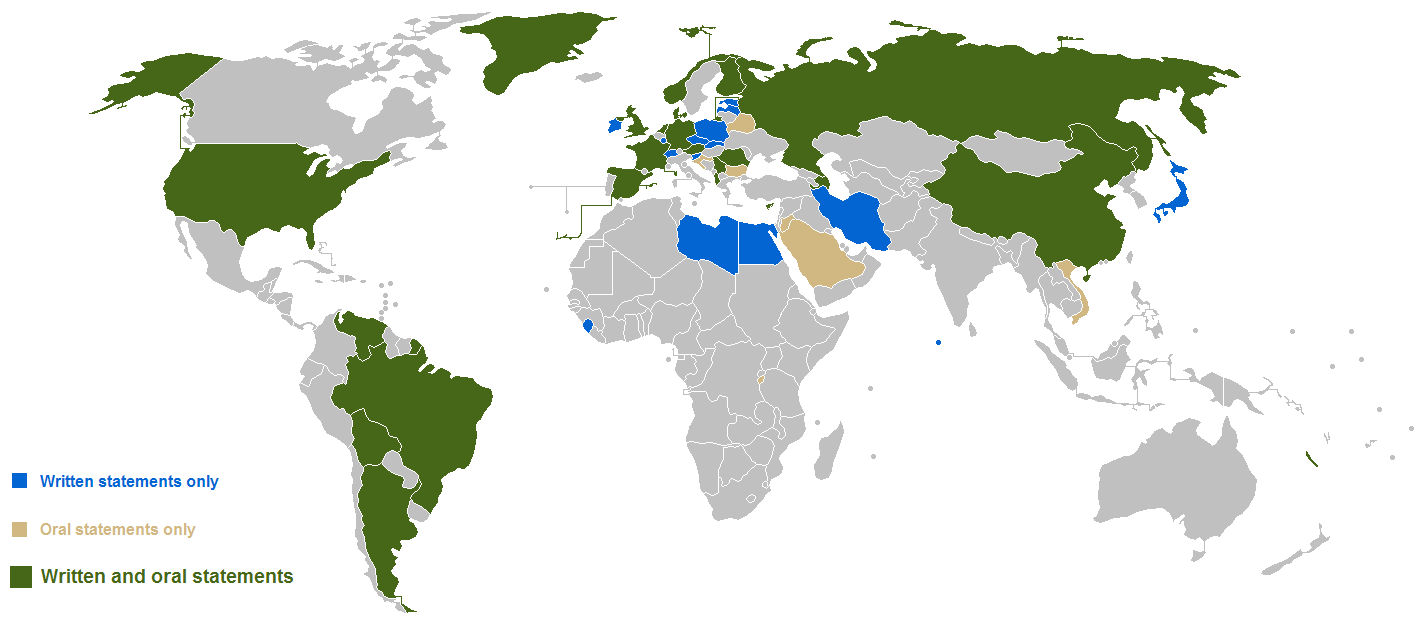
Země účastnící se procesu u Mezinárodního soudního dvora

Dne 21. dubna 2009 Mezinárodní soudní dvůr oznámil, že 35 členských států OSN podalo ve lhůtě stanovené soudem (17. dubna 2009) písemné vyjádření k otázce zákonnosti vyhlášení nezávislosti Kosova. Písemný příspěvek podalo rovněž Kosovo. Bylo to poprvé, kdy Čína oficiálně předložila stanovisko ve věci projednávané před Mezinárodním soudním dvorem. Státy a organizace, které předložily písemná prohlášení, mohly do 17. července 2009 předložit písemné připomínky k ostatním prohlášením. Dokumenty mohla předložit i Venezuela, přestože nedodržela lhůtu. Nejrozsáhlejší písemné prohlášení poskytlo Srbsko, následovaly Spojené státy, Spojené království, Německo, Kypr, Albánie, Argentina, Francie, Španělsko a Rusko, zatímco Libye předložila jedno z nejkratších prohlášení. Kypr dodal seznam evropských regionů, u nichž lze očekávat, že budou následovat jeho příkladu a oznámí podobné separatistické kroky. Rusko a Slovinsko se přely o to, zda je případ Kosova ojedinělý či nikoli.
Mezínárodní soudní dvůr také vyzval generálního tajemníka OSN Pan Ki-muna, aby zaslal své prohlášení. Jeho dokument obsahuje tři části, přičemž první připomíná proces, který vedl k případu. Druhý vysvětluje založení mise OSN v Kosovu a uvádí „dvě relevantní data“: březen 1998 jako začátek angažmá OSN v Kosovu a únor 2008, který je uváděn jako „datum uzávěrky“, tedy datum, kdy bylo učiněno vyhlášení. Pan píše o ustanoveních mezinárodního práva relevantních pro případ ve třetí části svého písemného prohlášení, aniž by vyjádřil svůj postoj pro nebo proti nezávislosti provincie.

### Veřejná slyšení
Veřejná slyšení byla zahájena 1. prosince 2009. Během těchto slyšení byla ústně předložena prohlášení a komentáře některými členskými státy OSN (bez ohledu na to, zda podaly písemná prohlášení nebo připomínky) a zástupci Kosova (pod názvem „Autoři jednostranného vyhlášení nezávislosti“).
Srbsko a Kosovo dostaly 1. prosince 2009 tři hodiny na předložení svých argumentů. Každý z 27 dalších států dostal 45 minut, přičemž tyto státy byly vyslyšeny ve francouzském abecedním pořadí. Řízení trvalo do 11. prosince 2009.
| Země               | Datum předložení  | Vedoucí delegace | Points raised |
| ------------------ | ----------------- | --- | --- |
| Srbsko             | 1. prosince 2009  | Dušan Bataković, velvyslanec Srbska ve Francii                                                                      | - Jednostranné vyhlášení nezávislosti Kosova porušuje základy mezinárodního práva. Zpochybňuje autoritu Organizace spojených národů a mezinárodní právní řád založený na zásadách svrchovanosti a územní celistvosti. Prohlášení představuje pokus o zrušení správy OSN v Kosovu, zrušení svrchovanosti Srbska nad jeho jižní provincií a vnucení nezávislosti jako jednostranného řešení pro Kosovo. - Kosovo bylo „historickou kolébkou Srbska a představuje jeden ze základních pilířů jeho identity“. - Vyhlášení nezávislosti bylo provedeno dočasnou kosovskou vládou a bylo v rozporu s rezolucí OSN č. 1244, která zaručuje Svazové republice Jugoslávii (a nyní Srbsku) územní celistvost. - Všechny srbské návrhy nabízející etnickým Albáncům širokou autonomii byly odmítnuty. - Srbové a další nealbánští obyvatelé Kosova jsou ohrožováni na svých základních lidských právech a je na ně vyvíjen nátlak, aby se z regionu vystěhovali. Všechna velká města v Kosovu, s výjimkou Kosovské Mitrovice, byla etnicky vyčištěna. Srbské kostely a kláštery v Kosovu jsou „jedinými kulturními památkami v Evropě, které střeží mezinárodní ozbrojené síly, protože jim reálně hrozí demolice“. - Bylo by nebezpečným precedentem, kdyby i jiné země se správou OSN dospěly k závěru, že příchod mírových sil představuje první krok k odtržení regionu. |
| Kosovo             | 1. prosince 2009  | Skënder Hyseni, ministr zahraničí Kosova                                                                            | - Nezávislost Kosova je nezvratná. To bude platit i nadále, a to nejen pro Kosovo, ale také pro mír a bezpečnost v regionu. - Po porušení lidských práv kosovských Albánců ztratilo Srbsko na tuto zemi nárok. - Vůle obyvatel Kosova svobodně si určit svůj politický status se datuje již mnoho let a byla jasná všem účastníkům konference v Rambouillet v roce 1999. „Bylo to jasné hned po konfliktu v roce 1999, kdy se rezoluce [OSN] 1244 výslovně odvolávala na dohody z Rambouillet. Bylo to jasné po celou dobu správy [OSN] UNMIK a bylo to plně projednáno a zváženo během jednání o konečném statusu“. - Jednání o konečném statusu Kosova měla přesvědčit Srbsko, aby uznalo jeho nezávislost. - Srbsko nikdy nebylo upřímné ve svých nabídkách autonomie pro Kosovo: „Uprostřed jednání o statusu Srbsko přijalo ústavu, v níž potvrdilo, že Kosovo je součástí Srbska, a tím Albáncům ukázalo, že nemá zájem na nalezení řešení, a ukázalo, jak to myslí s nabídkou autonomie (…) Srbsko tedy ukázalo, že Kosovo je jen kus země“. |
| Albánie            | 2. prosince 2009  | Gazmend Barbullushi, velvyslanec Albánie v Nizozemsku                                                               | - Žádné pravidlo mezinárodního práva nezakazuje secesi. - Bylo by vážným porušením mezinárodního práva, kdyby o vyhlášení nezávislosti rozhodoval zásah třetích států, ať už násilný nebo jiný. V případě Kosova tomu tak ale nebylo. |
| Německo            | 2. prosince 2009  | Susanne Wasum-Rainer, právní poradkyně, Spolkové ministerstvo zahraničí                                             | - Existenci státu Kosovo nelze ignorovat. Jeho existence je založena na právu kosovského lidu na sebeurčení. - Zásada efektivity je „jedinou zásadou, kterou lze v případě Kosova uplatnit, neboť Kosovo splňuje prvky státnosti a jeho lid, území a vláda mají národotvorné vlastnosti“. |
| Saúdská Arábie     | 2. prosince 2009  | Abdullah Alshaghrood, velvyslanec Saúdské Arábie v Nizozemsku                                                       | - Vyhlášení nezávislosti nebylo porušením mezinárodního práva. |
| Argentina          | 2. prosince 2009  | Susana Ruiz Cerutti, vedoucí kanceláře právního poradce, Ministerstvo zahraničních věcí                             | - Vyhlášení nezávislosti Kosova „porušuje povinnost respektovat územní celistvost Srbska, povinnost mírového řešení sporů a zásadu nevměšování. Usnesení nemá žádný právní základ v zásadě sebeurčení“. - Prohlášení „nezrušilo a ani nemohlo zrušit svrchovanost Srbska nad Kosovem“. - Status Kosova bude muset být určen prostřednictvím rozhovorů a kompromisu v souladu s rezolucí 1244. |
| Rakousko           | 3. prosince 2009  | Helmut Tichy, zástupce právního poradce, Spolkové ministerstvo pro evropské a mezinárodní záležitosti               | - V mezinárodním právu neexistuje žádné pravidlo, které by zakazovalo vyhlášení nezávislosti nebo odtržení. Deklaraci přijali zvolení zástupci, kteří vyjádřili vůli kosovského lidu, a mezinárodní právo to nezakazuje. - Jedinými výjimkami jsou Severní Kypr a Rhodesie; jejich nezávislost je nezákonná, protože byla vyhlášena za použití nezákonné vnější síly, respektive rasistickými menšinovými režimy. |
| Ázerbájdžán        | 3. prosince 2009  | Agshin Mehdiyev, velvyslanec a stálý zástupce Ázerbájdžánu při OSN                                                  | - Subjekty, které vyhlásí secesi a zároveň porušují vnitřní zákony státu, nelze považovat za země. - Fait accompli nelze jen tak přijmout. Moc není právo a síla není právo. - Organizace spojených národů nikdy neuznala žádný případ jednostranného vyhlášení nezávislosti. |
| Bělorusko          | 3. prosince 2009  | Elena Gritsenko, velvyslankyně Běloruska v Nizozemsku                                                               | - Oddělení bylo podle mezinárodního práva povoleno pouze v bývalých koloniích nebo v případech, kdy bylo menšinové obyvatelstvo dlouhodobě utlačováno a bylo mu odpíráno podílet se na vládě, avšak situace v Kosovu tato kritéria tradičně vykládaná jako právo na „vnější“ sebeurčení nesplňovala. - Vnitřní právo Srbska i rezoluce RB OSN jsou pro „vnitřní“ sebeurčení albánského obyvatelstva dostačující. |
| Bolívie            | 4. prosince 2009  | Roberto Calzadilla Sarmiento, velvyslanec Bolívie v Nizozemsku                                                      | - Kosovo je nedílnou součástí Srbska. Bolívie se domnívá, že Republika Kosovo neexistuje. - Rezoluce RB OSN č. 1244 stanovila rámec pro politické řešení v rámci Srbska nebo pro podstatnou autonomii Kosova v rámci SRJ. - Jednostranné vyhlášení nezávislosti nemůže změnit mezinárodní režim stanovený rezolucí RB OSN ani rozhodnout o výsledku jednání. |
| Brazílie           | 4. prosince 2009  | José Artur Denot Medeiros, velvyslanec Brazílie v Nizozemsku                                                        | - Jednostranné vyhlášení nezávislosti ignoruje nejen pravomoc Rady bezpečnosti OSN, ale také zásadu ochrany územní celistvosti států. - Rezoluce Rady bezpečnosti OSN č. 1244 nemá žádný základ pro ospravedlnění jednostranného vyhlášení nezávislosti, protože stanovila řešení, na němž se dohodly obě strany. Jelikož takové dohody nebylo dosaženo, může spor o Kosovo rozhodnout pouze Rada bezpečnosti OSN. - Brazílie jako člen rady hlasovala pro rezoluci 1244 a považuje ji za důležitou, protože zaručovala územní celistvost Jugoslávie a odmítla názor, že úřady mají právo na represe vůči vlastnímu obyvatelstvu. |
| Bulharsko          | 4. prosince 2009  | Zlatko Dimitrov, vedoucí ředitelství pro mezinárodní právo, ministerstvo zahraničních věcí                          | - Mezinárodní právo nezakazuje vyhlášení nezávislosti ani odtržení. - Vyhlášením nezávislosti nebylo porušeno žádné ustanovení mezinárodního práva. |
| Burundi            | 4. prosince 2009  | Maître Thomas Barankitse, právní přidělenec                                                                         | - Prohlášení vyhlášení nezávislosti za nezákonné nebude mít v tomto případě žádný praktický dopad, protože Kosovo fakticky existuje; soud by však měl omezit právo na sebeurčení pouze na bývalé a současné kolonie. - Soud by měl určit, že neexistuje právo na vytvoření nových států mimo proces dekolonizace, což však nebude mít vliv na existenci kosovského státu. |
| Čína               | 7. prosince 2009  | Xue Hanqin, velvyslanec v ASEAN, právní poradce ministerstva zahraničních věcí                                      | - Není pochyb o tom, že po rozpadu Socialistické federativní republiky Jugoslávie bylo Kosovo součástí Svazové republiky Jugoslávie, tedy Srbska. Nedílné součásti suverénních států nemají podle mezinárodního práva právo na jednostranné odtržení (…), přičemž zásada ochrany územní celistvosti je základním kamenem mezinárodního právního řádu. - Suverénní státy mají právo zabránit jednostrannému odtržení a chránit svou celistvost. - Jednostranné vyhlášení je porušením závazné rezoluce RB OSN č. 1244 a tato rezoluce je závazná. V roce 1999 Čína trvala na tom, aby bylo ustanovení o územní celistvosti a svrchovanosti do rezoluce zahrnuto, což se stalo po nezákonném vojenském útoku NATO, a z tohoto důvodu Čína rezoluci 1244 neblokovala. |
| Kypr               | 7. prosince 2009  | James Droushiotis, velvyslanec Kypru v Nizozemsku                                                                   | - Zásady mezinárodního práva nepodporují jednostranné vyhlášení nezávislosti Kosova. Rada bezpečnosti OSN ani nikdo jiný nemá právo amputovat část území suverénního státu. - Kosovo není zvláštním případem. Uplatňování mezinárodního práva musí být všeobecné. - Vyhlášení nezávislosti je porušením rezoluce RB OSN č. 1244, která v provincii zavedla dočasnou mezinárodní správu a zaručila územní celistvost Jugoslávie. |
| Chorvatsko         | 7. prosince 2009  | Andreja Metelko Zgombić, hlavní právní poradce Ministerstva zahraničních věcí a evropské integrace                  | - Kosovo bylo součástí Jugoslávie, a proto mělo právo na sebeurčení a vyhlášení nezávislosti. - Kosovští Albánci, ačkoli tvoří 90 % kosovské populace, byli po léta obětí represí ze strany srbských úřadů. - Vůle lidu by měla být základním prvkem při určování konečného statusu Kosova. |
| Dánsko             | 7. prosince 2009  | Thomas Winkler, náměstek ministra pro právní záležitosti, ministerstvo zahraničních věcí                            | - Většina obyvatel Kosova, jejichž lidská práva Srbsko po léta porušovalo, si přála nezávislost. - Vyhlášení nezávislosti není v rozporu s mezinárodním právem, protože mezinárodní právo vyhlášení nezávislosti nezakazuje. - Vyhlášení nezávislosti Kosova nemůže sloužit jako precedens, na jehož základě by subjekty mohly usilovat o odtržení od své mateřské země, protože by to způsobilo nestabilitu ve světě. |
| Španělsko          | 8. prosince 2009  | Concepción Escobar Hernández, vedoucí oddělení mezinárodního práva, Ministerstvo zahraničních věcí a spolupráce     | - Jednostranné vyhlášení nezávislosti Kosova nemůže být v souladu s mezinárodním právem, protože porušuje zásadu územní celistvosti a svrchovanosti Srbska, která je zakotvena v rezoluci RB OSN č. 1244. Jednostranné odtržení není podle mezinárodního práva přípustné, ledaže by se jednalo o kolonii, a důkazem toho je loňská zpráva EU o konfliktu mezi Gruzií a Ruskem. - Rezoluce 1244 přinesla moudrou rovnováhu mezi zájmy obou stran a dvěma základními principy - územní celistvostí a suverenitou Srbska a právem etnických Albánců na sebeurčení prostřednictvím samosprávy a autonomie. - Budoucí status Kosova musí být výsledkem politického procesu a dohody mezi oběma stranami. Jednostranné akty jedné strany nelze považovat za „dohodu“, kterou předpokládá rezoluce 1244. Rezoluce je stále v platnosti a politický proces hledání řešení stále probíhá, dokud Rada bezpečnosti nepřijme jiné rozhodnutí. |
| USA                | 8. prosince 2009  | Harold Hongju Koh, právní poradce, ministerstvo zahraničí USA                                                       | - Spojené státy vyzývají Mezinárodní soudní dvůr, aby ponechal vyhlášení nezávislosti nedotčené jako výraz vůle lidu Kosova, a to buď tím, že se odmítne vyjádřit k jeho zákonnosti, nebo tím, že určí, že mezinárodní právo vyhlášení nezávislosti nezakazuje. Vyhlášení nezávislosti neporušilo žádnou zásadu územní celistvosti, protože podle mezinárodního práva musí tuto zásadu dodržovat pouze státy, nikoliv vnitřní jednotky. - Soud by se neměl zabývat širší otázkou sebeurčení v mezinárodním právu, nebo by alespoň měl Kosovo považovat za „zvláštní případ“. - Mezi mírově vyhlášeným prohlášením nezávislosti a mezinárodním právem, včetně rezoluce 1244, není žádný rozpor. Důkazem toho je, že 9 z 15 členů Rady bezpečnosti, kteří hlasovali pro rezoluci 1244, později uznalo Kosovo jako nezávislé. - Rezoluce 1244 nezaručila územní celistvost Srbska, ale Jugoslávie, která nyní neexistuje, a to pouze po dobu přechodného období mezinárodní správy v Kosovu. |
| Rusko              | 8. prosince 2009  | Kirill Gevorgian, velvyslanec Ruska v Nizozemsku                                                                    | - Obecné mezinárodní právo brání tomu, aby Kosovo vyhlásilo nezávislost, a to s ohledem na to, že obyvatelé Kosova nemají právo na sebeurčení. - Rusko odmítá tvrzení zemí, které podporují jednostranné vyhlášení nezávislosti, že mezinárodní právo „vyhlášení nezávislosti neupravuje“, a připomíná, že Rada bezpečnosti OSN prohlásila nezávislost Severního Kypru a Rhodesie za nezákonnou, neboť odtržení je mimo koloniální kontext zakázáno. - Porušování lidských práv Albánců v 90. letech 20. století nemůže být důvodem pro jednostranné vyhlášení nezávislosti v roce 2008. - Rezoluci 1244 nemůže zvrátit rozhodnutí vyslance generálního tajemníka OSN Marttiho Ahtisaariho ukončit jednání a doporučit nezávislost jako jediné řešení. Citujíc slova zástupce kosovských Albánců Skëndera Hyseniho, který řekl, že jednání byla vedena o tom, „zda Srbsko přijme nezávislost Kosova, či nikoliv“, Gevorgian uvedl, že Ahtisaariho selhání neznamená, že proces byl ukončen. - Často slýcháme, že mezinárodní právo není žádné právo, že se nevztahuje na precedenty a že moc je zákon. Tento případ je příležitostí ukázat, že mezinárodní právo platí. |
| Finsko             | 8. prosince 2009  | Päivi Kaukoranta, generální ředitelka právní služby, ministerstvo zahraničních věcí                                 | - Prohlášení nezávislosti je politický akt. - Nezávislost Kosova je faktem a je důsledkem neúspěchu jednání mezi Bělehradem a Prištinou, která se uskutečnila za zprostředkování zvláštního vyslance generálního tajemníka OSN Marttiho Ahtisaariho, bývalého finského prezidenta. - Mezinárodní právo se vyhlášením nezávislosti nezabývá a zásada respektování územní celistvosti platí pouze mezi státy, nikoliv pro vnitřní entity. |
| Francie            | 9. prosince 2009  | Edwige Belliard, ředitelka právních záležitostí Ministerstva zahraničních věcí a evropských záležitostí             | - Odpověď na otázku o legálnosti vyhlášení nezávislosti Kosova bude bez jakéhokoli praktického dopadu. Odtržení není v rozporu s mezinárodním právem, a soud by proto měl odmítnout o této otázce rozhodnout. - Otázka zákonnosti vyhlášení nezávislosti Kosova byla uměle vnucena na Valném shromáždění OSN, které nemůže nijak jednat. - Neúspěch jednání není důvodem k tomu, aby bylo vyhlášení prohlášeno za nezákonné, protože není příčinou, ale důsledkem neúspěchu. |
| Jordánsko          | 9. prosince 2009  | Prince Zeid Raad Zeid Al Hussein, velvyslanec Jordánska ve Spojených státech                                        | - Bělehradské úřady, vedené nacionalistickými záměry od roku 1989, upíraly obyvatelům Kosova právo na samosprávu a účast na vládě systematickými represemi. - Rezoluce Rady bezpečnosti OSN č. 1244 byla přijata s cílem ukončit násilí stažením srbských sil a vyloučila možnost, že by se Kosovo někdy znovu stalo součástí Srbska. - Vyhlášení nezávislosti bylo uplatněno jako poslední možnost poté, co byly vyčerpány všechny možnosti vyjednávání. |
| Norsko             | 9. prosince 2009  | Rolf Einar Fife, Director General, generální ředitel, oddělení právních záležitostí, ministerstvo zahraničních věcí | - Subjekty v rámci státu nejsou vázány zásadou ochrany územní celistvosti. - Každé vyhlášení nezávislosti je ze své podstaty jednostranné a v případě Kosova bylo navíc výsledkem mnohostranného politického procesu. - Nezávislost Kosova se nestane nebezpečným precedentem v mezinárodních vztazích, protože Kosovo bylo zvláštním případem. |
| Nizozemsko         | 10. prosince 2009 | Liesbeth Lijnzaad, právní poradce, ministerstvo zahraničních věcí                                                   | - Obyvatelé Kosova měli právo na sebeurčení a odtržení od Srbska, protože bělehradské úřady po léta systematicky porušovaly občanská a lidská práva Albánců. Mezinárodní právo proto umožňuje vyhlášení nezávislosti Kosova. - Porušování práv Albánců bělehradskými orgány v letech 1989 až 1999 je důkladně zdokumentováno ve zprávách OSN, rezolucích Rady bezpečnosti a Haagského tribunálu a Srbsko je přiznalo i před Mezinárodním soudním dvorem. Po takovém porušování práv nemohl nikdo očekávat, že by obyvatelé Kosova souhlasili s tím, že budou nadále žít v rámci Srbska. - Kosovo se nemohlo stát nebezpečným precedentem v mezinárodním právu. |
| Rumunsko           | 10. prosince 2009 | Bogdan Aurescu, státní tajemník, ministerstvo zahraničních věcí                                                     | - Srbsko v posledním desetiletí minulého století porušovalo základní lidská práva obyvatel Kosova, avšak v době vyhlášení nezávislosti Bělehrad práva kosovského obyvatelstva neporušoval. - Srbsko v únoru 2008 je ve srovnání s rokem 1999 zcela jinou zemí a rozhodnutí o vyhlášení nezávislosti nemůže vycházet z okolností před deseti lety. - Kosovo mělo v rámci SFR Jugoslávie specifický status, který však neospravedlňuje odtržení, neboť v době odtržení Kosova SFR Jugoslávie již 16 let neexistovala. Rozpad SFRJ skončil v roce 1992 a od té doby je Kosovo nedílnou součástí Srbska, nikoliv entitou s právem na sebeurčení, které by ospravedlňovalo odtržení. |
| Spojené království | 10. prosince 2009 | Daniel Bethlehem QC, právní poradce Ministerstva zahraničí a Commonwealthu                                          | - Srbsko chce zahájením řízení před Mezinárodním soudním dvorem vrátit čas a usiluje o vydání poradního stanoviska, které by Kosovo přimělo znovu jednat se Srbskem o jeho statusu. Neexistuje však žádný důvod domnívat se, že by dohodnutý výsledek byl nyní dosažitelnější než v minulosti. Spojené království varuje před zavádějícím přístupem Srbska, které by chtělo, aby soud posuzoval zákonnost prohlášení a ignoroval události, které k němu vedly. - Srbsko dalo zcela jasně najevo, že nezávislé Kosovo nikdy nepřijme. Kosovo zase dalo zcela jasně najevo, že vzhledem k dědictví zneužívání se nemůže znovu stát součástí Srbska. Soudy nenařizují odcizeným manželům, aby pokračovali v rozpadlém manželství. - Ačkoli rezoluce 1244 hovořila o územní celistvosti Jugoslávie, tento princip nebyl základním kamenem pro politické řešení statusu Kosova. Spojené království nepřistoupilo k podpoře nezávislosti Kosova rychle a snadno a nepovažuje toto řízení za nepřátelské vůči Srbsku. Srbská demokracie není o mnoho starší než kosovská. Nezávislost Kosova přinesla do regionu stabilitu po traumatickém desetiletí. Společná budoucnost Kosova i Srbska spočívá v případném členství obou států v Evropské unii a Spojené království bude i nadále usilovat o uskutečnění této vize.                                                  |
| Venezuela          | 11. prosince 2009 | Alejandro Fleming, náměstek ministra pro Evropu Ministerstva lidové moci pro zahraniční věci                        | - Právo národů na sebeurčení se vztahuje pouze na kolonie a Kosovo nikdy nebylo kolonií ani nezávislým státem. - Albánské obyvatelstvo Kosova požívá v Srbsku všech menšinových práv a pro vyhlášení nezávislosti neexistuje žádný důvod. - Jak je možné, že jednání mohou způsobit nestabilitu, ale ne jednostranné rozhodnutí strany, která není s jednáním spokojena? |
| Vietnam            | 11. prosince 2009 | Ha Huy Thong, velvyslanec Vietnamu v Nizozemsku                                                                     | - Rezoluce 1244 je závazná pro všechny členy OSN a je základem pro řešení kosovského problému. Potvrzuje svrchovanost a územní celistvost Svazové republiky Jugoslávie a Srbska a určuje, že Kosovo může mít širokou autonomii, nikoli však status nezávislého státu. Stanoví, že řešení konečného statusu Kosova může být dosaženo pouze prostřednictvím procesu jednání se souhlasem obou stran a že pouze Rada bezpečnosti OSN může určit, kdy bude tento proces ukončen. - Princip práva na sebeurčení, a tedy i vyhlášení nezávislosti, není dominantní ve vztahu k základům mezinárodního práva - zachování suverenity a územní celistvosti země. |

Na závěr veřejného slyšení dali soudci Abdul Koroma, Mohamed Bennouna a Antônio Augusto Cançado Trindade všem stranám čas do 22. prosince 2009, aby zodpověděly otázky týkající se tvrzení, že mezinárodní právo nezakazuje odtržení, slibů účastníků parlamentních voleb v Kosovu v roce 2007 vyhlásit nezávislost a ustanovení dohod z Rambouillet z roku 1999.

## Verdikt

### Rozhodnutí
Dne 22. července 2010 soud rozhodl, že vyhlášení nezávislosti není v rozporu s mezinárodním právem. Předseda Mezinárodního trestního soudu Hisashi Owada řekl, že mezinárodní právo neobsahuje žádný „zákaz vyhlášení nezávislosti“. Soud také uvedl, že ačkoli prohlášení nemuselo být nezákonné, otázka uznání byla politická.
Otázka položená Soudnímu dvoru se týkala legality prohlášení nezávislosti učiněného prozatímními orgány samosprávy, institucemi, jejichž pravomoci byly omezeny na pravomoci udělené v rámci rezoluce Rady bezpečnosti OSN. Žádný z účastníků řízení netvrdil, že tyto instituce prohlášení neučinily. 
Soud nicméně rozhodl, že deklaraci nezávislosti nevydalo Shromáždění Kosova ani jinak prozatímní orgány samosprávy ani žádný jiný oficiální orgán. Jakmile bylo učiněno toto zásadní rozhodnutí, otázka, na kterou měl Soud odpovědět, se již netýkala žádného jednání prozatímních orgánů samosprávy, protože soud rozhodl, že tyto orgány neprohlásily nezávislost.
Soudní dvůr v tomto ohledu poukázal na skutečnost, že prohlášení nebylo vydáno v souladu s legislativním postupem a nebylo řádně zveřejněno.
Soudní dvůr rozhodl, že slova Shromáždění Kosova v anglické a francouzské variantě jsou důsledkem nesprávného překladu a v původním albánském textu se nevyskytují, takže autoři, kteří se označili za „zástupce lidu Kosova“, nebyli vázáni ústavním rámcem vytvořeným UNMIK, který vyhrazuje mezinárodní záležitosti Kosova výhradně do kompetence zástupce OSN.
V rozsudku se také uvádí, že soud „necítí, že je nutné“ řešit „zda Kosovo dosáhlo státnosti, či nikoli“ nebo „zda mezinárodní právo udělovalo Kosovu pozitivní právo jednostranně vyhlásit svou nezávislost“.

### Rozpis hlasování
| Soudce                                        | Země                   | Vyhovět žádosti o poradní stanovisko? | Deklarace „neporušila mezinárodní právo“? | Další kroky                                                     |
| --------------------------------------------- | ---------------------- | ------------------------------------- | ----------------------------------------- | --------------------------------------------------------------- |
| Hisashi Owada (předseda)                      | Japonsko               | Ano                                   | Ano                                       | Žádné                                                           |
| Peter Tomka (místopředseda)                   | Slovensko              | Ne                                    | Ne                                        | Přiložené prohlášení                                            |
| Abdul G. Koroma                               | Sierra Leone           | Ne                                    | Ne                                        | Přiložené nesouhlasné stanovisko                                |
| Awn Shawkat Al-Khasawneh                      | Jordánsko              | Ano                                   | Ano                                       | Žádné                                                           |
| Thomas Buergenthal                            | Spojené státy americké | Ano                                   | Ano                                       | Žádné                                                           |
| Bruno Simma                                   | Německo                | Ano                                   | Ano                                       | Přiložené prohlášení                                            |
| Ronny Abraham                                 | Francie                | Ano                                   | Ano                                       | Žádné                                                           |
| Sir Kenneth Keith                             | Nový Zéland            | Ne                                    | Ano                                       | Přiložené samostatné stanovisko                                 |
| Bernardo Sepúlveda Amor                       | Mexiko                 | Ano                                   | Ano                                       | Přiložené samostatné stanovisko                                 |
| Mohamed Bennouna                              | Maroko                 | Ne                                    | Ne                                        | Přiložené nesouhlasné stanovisko                                |
| Leonid Skotnikov                              | Rusko                  | Ne                                    | Ne                                        | Přiložené nesouhlasné stanovisko                                |
| Antônio Augusto Cançado Trindade              | Brazílie               | Ano                                   | Ano                                       | Přiložené samostatné stanovisko                                 |
| Abdulqawi Yusuf                               | Somálsko               | Ano                                   | Ano                                       | Přiložené samostatné stanovisko                                 |
| Sir Christopher John Greenwood                | Spojené království     | Ano                                   | Ano                                       | Žádné                                                           |
| Shi Jiuyong (6. února 1994 – 28. května 2010) | Čína                   | Nezúčastnila se.                      | Nezúčastnila se.                          | Nezúčastnila se.                                                |
| Xue Hanqin (od 29. června 2010)               | Čína                   | Nezúčastnila se.                      | Nezúčastnila se.                          | Nezúčastnila se.                                                |
| Výsledek/Rozhodnutí                           | Výsledek/Rozhodnutí    | 9–5                                   | 10–4                                      | 2 prohlášení; 4 samostatná stanoviska; 3 nesouhlasná stanoviska |

Poznámka: Hlasování v jurisdikci bylo vynecháno, protože všichni zúčastnění soudci byli jednomyslně pro.